# كتاب الجرذ العجوز عن القطط العملية
كتاب الجرذ العجوز عن القطط العملية (ديوان القطط) (بالإنجليزية: Old Possum's Book of Practical Cats) ديوان شعري يضم قصائد غير اعتيادية عن حياة القطط وأمزجتها كتبه [[تي. إس. إليوت]] ونشره في 1939 مع صورة له مرسومة على غلافه.

## قصائد الديوان
- تسمية القطط
- القطة الغومبية العجوز
- موقف غراولتايغر الأخير
- رم تم تاغر
- أغنية القطط الجيليكية
- منغوجيري ورامبلتزر
- ديوترونومي العجوز
- الكلاب البيكية والكلاب البوليكية (القط رامبوس العظيم)
- السيد ميستوفيليس
- مكافيتي: القط الغامض
- غوس: قط المسرح
- باستوفر جونز: القط من الحي الراقي
- سكمبلشانكس: قط السكك الحديدية
- مخاطبة القطط
- القط مورغن يُقدم نفسه (أُضيفت إلى طبعة 1952)

## وصلات خارجية
- كتاب الجرذ العجوز عن القطط العملية نسخة محفوظة 17 مارس 2008 على موقع واي باك مشين. (بالإنكليزية)